# Mlaștina Iezerul Mare
Mlaștina Iezerul Mare (Tinovul Hărniceștilor) este o arie protejată de interes național ce corespunde categoriei a IV-a IUCN (rezervație naturală de tip floristic și faunistic), situată în județul Maramureș, pe teritoriul administrativ al comunei Desești.

## Localizare
Aria naturală se află în partea central-nordică a județului Maramureș,  în Munții Igniș (grupă muntoasă a Carpaților Maramureșului și Bucovinei, aparținând de lanțul muntos al Carpaților Orientali) la o altitudine de 1.014 m, pe teritoriul nord-vestic al satului Hărnicești, în apropierea drumului național DN18, care leagă Baia Mare de Sighetu Marmației.

## Descriere

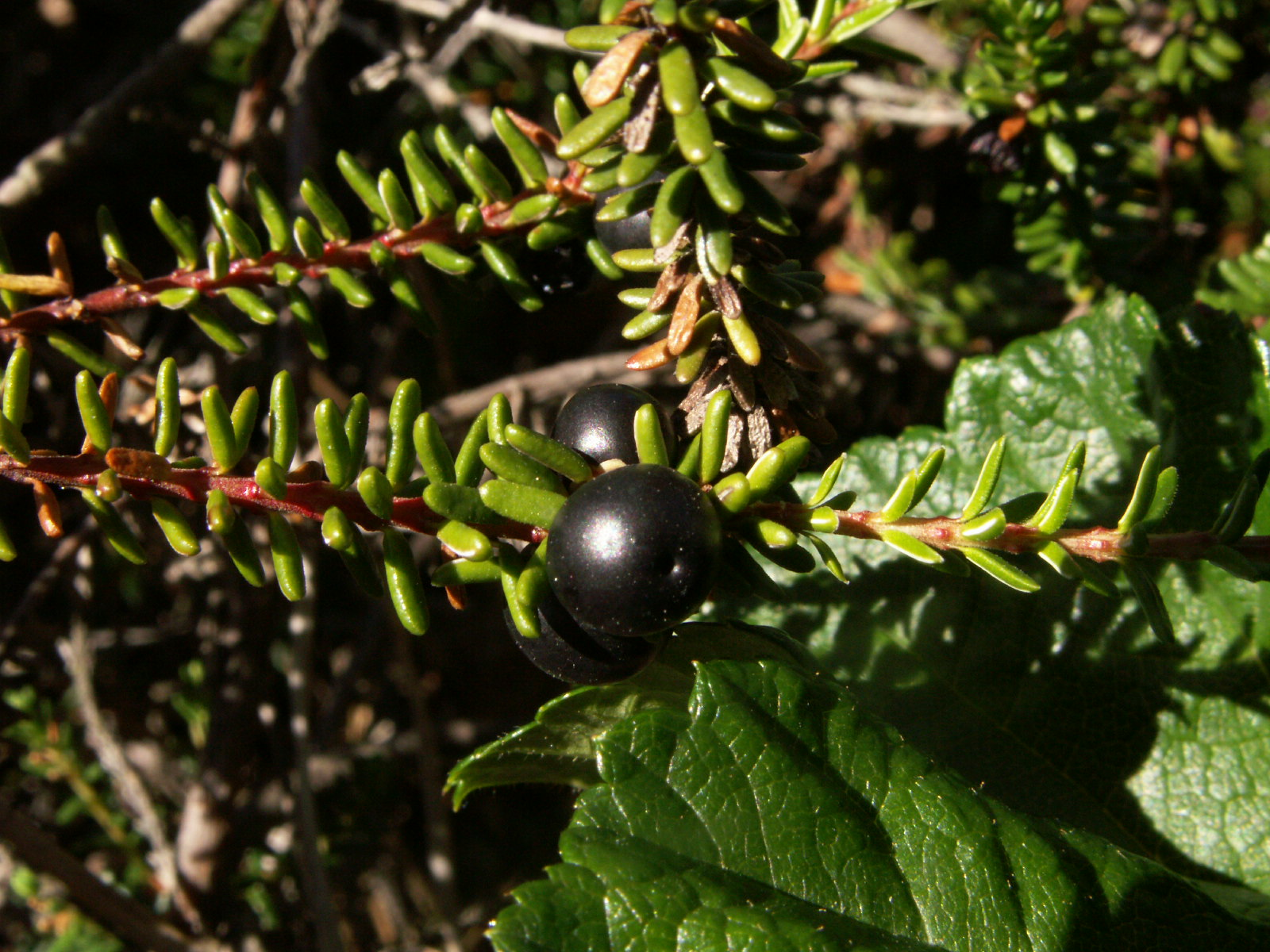
Vuitoare (Empetrum nigrum)

Rezervația naturală a fost declarată arie protejată prin Legea Nr. 5 din 6 martie 2000 publicată în Monitorul Oficial al României Nr. 152 din 12 aprilie 2000 (privind aprobarea planului de amenajare a teritoriului național - Secțiunea a III-a -  arii protejate) și se întinde pe o suprafață de 5 hectare. Mlaștina Iezerul Mare se suprapune sitului Natura 2000 - Igniș.
Aria protejată reprezintă o zonă umedă (un ochi de apă drenat de pâraiele Valea Zăvoare și Valea Cheii) înconjurat de  mlaștini oligotrofe, ce adăpostește o vegetație (relicte glaciare) diversificată specifică turbăriilor, constituită din specii de: ligularia (Ligularia sibirica), iarbă albastră (Molinia coerulea), ruin (Succisa pratensis), târsă (Deschampsia cespitosa), vuitoare (Empetrum nigrum), rogojel (Carex brizoides), ruginare (Andromeda polifolia), bumbăcăriță (Eriophorum vaginatum), săbiuță (Gladiolus imbricatus), sclipeți (Potentila erecta), roua cerului (Drosera rotundifolia), pipirigul-cerbilor (Scheuchzeria palustris), coada racului (Potentilla erecta), churechi de munte (Ligularia sibirica), merișor (Vaccinium vitis-idaea), afin vânăt (Vaccinium uliginosum ssp uliginosumbozățel), răchițeauă (Vaccinium oxycoccos), bozățel (Veratrum album), rotunjoare (Homogyne alpina) și o faună reprezentată de o gamă variată de mamifere, păsări și reptile.

## Atracții turistice

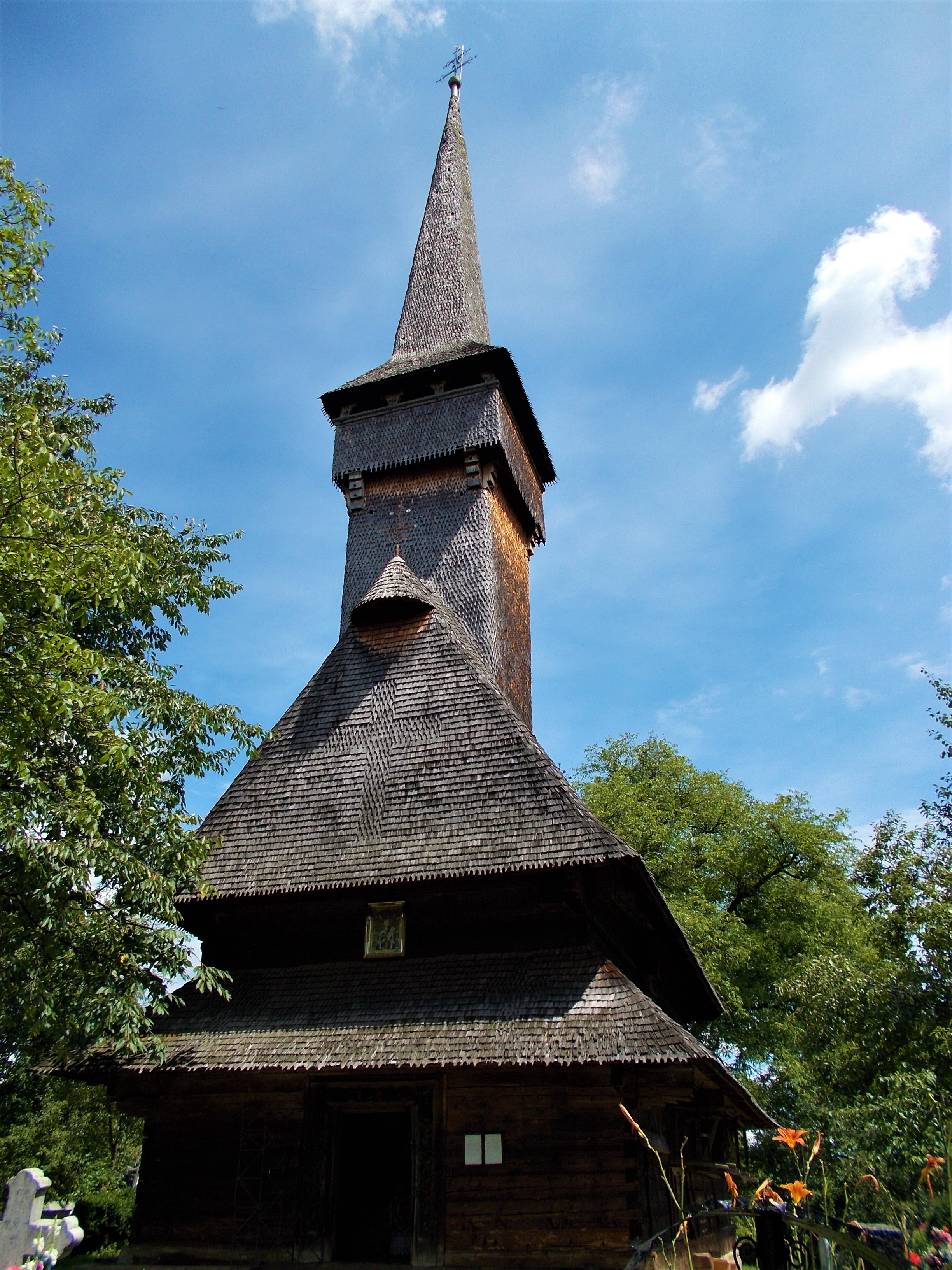
Biserica de lemn din Deseşti

În vecinătatea rezervației naturale se află mai multe obiective de interes turistic (lăcașuri de cult, monumente istorice, arii protejate, zone naturale), astfel:
- Biserica de lemn „Sf. Paraschiva” din Desești construită în secolul al XVIII-lea și inclusă în decembrie 1999 pe lista Patrimoniului Mondial UNESCO împreună cu alte șapte biserici din județul Maramureș.
- Rezervația naturală "Creasta Cocoșului" (50 ha)
- Aria protejată “Cheile Tătarului” (15 ha)
- Munții Igniș